# 2398 Jilin
2398 Jilin (1965 UD2) là một tiểu hành tinh vành đai chính được phát hiện ngày 24 tháng 10 năm 1965 bởi Đài thiên văn Tử Kim Sơn ở Nanking.